# Fútbol Club Motagua
Il Fútbol Club Motagua, noto fino al 2017 come Club Deportivo Motagua, è una società calcistica honduregna di Tegucigalpa. Fondato nel 1928, il club milita nella Liga Nacional de Honduras, la massima serie nazionale.
La squadra gioca in completa tenuta blu.

## Presidenti
- Marco Antonio Rosa
- Edgardo Zúniga
- Manuel Cáceres
- Celestino Cáceres
- Gonzalo Carías
- Cesar Romero
- Antonio Urquía
- Juda Guzmán
- Silverio Henríquez
- Lurio Martínez
- Carlos Arriaga
- Carlos Amador
- Carlos Cruz
- Mario Rivera López
- Joaquín González
- Octasiano Valerio
- Horacio Fortín
- Saturnino Vidaurreta
- Heriberto Gómez
- Tulio Bueso
- Fausto Flores
- Gustavo Adolfo Alvarado
- Pedro Atala Simón
- Salvador Lamas
- Juan Angel Arias
- Cristóbal Simón
- Francisco Zepeda
- Leónidas Rosa Bautista
- Jorge Abudoj
- Eduardo Atala
- Marco Tulio Gutiérrez
- Javier Atala
- Pedro Atala

## Allenatori
- Ernesto Henríquez
- Rodolfo Godoy
- Carlos Padilla
- Angel Ramón Rodríguez
- Hermes Romero
- Néstor Matamala
- José Luis Materas
- Oscar Nolasco
- Rubén Guifarro
- Gonzalo Zelaya
- Carlos Jurado
- Roberto Abrussezze
- Ramón Maradiaga
- Ernesto Luzardo
- José Treviño
- Luis Reyes
- Oscar Benítez
- Oscar Salgado
- Julio González
- Gilberto Yearwood
- Alejandro Domínguez
- Hernaín Arzú
- Edwin Pavón
- Javier Padilla

## Palmarès

### Competizioni nazionali
- Campionato honduregno: 18

1968-1969, 1970-1971, 1973-1974, 1978-1979, 1991-1992, 1997-1998, 1997-1998 Clausura, 1999-2000 Apertura, 1999-2000 Clausura, 2001-2002 Apertura, 2006-2007 Apertura, 2010-2011 Clausura, 2014-2015 Apertura, 2016-2017 Apertura, 2016-2017 Clausura, 2018-2019 Apertura, 2018-2019 Clausura, 2021-2022 Clausura.
- Liga Amateur de Honduras: 2

1948, 1950-1951
- Coppa dell'Honduras: 1

1968-1969
- Supercoppa dell'Honduras: 2

1999, 2017

### Competizioni internazionali
- Copa Interclubes UNCAF: 1

2007

### Altri piazzamenti
- Liga Nacional de Fútbol Profesional de Honduras

Secondo posto: 1969-1970, 1974-1975, 1976-1977, 1982-1983, 1990-1991, 1993-1994, Clausura 2003, Apertura 2007, Clausura 2010, Clausura 2015, Apertura 2015, Apertura 2017, Clausura 2018
- Liga Amateur de Honduras

Secondo posto: 1947, 1951-1952
- Coppa dell'Honduras:

Finalista: 1993-1994, 1995-1996, 1997-1998, 1998-1999
- Copa Interclubes UNCAF:

Terzo posto: 2002
- CONCACAF League:

Finalista: 2018, 2019, 2021

## Organico

### Rosa 2020-2021
Aggiornata al 23 ottobre 2020.
| N. |                      | Ruolo | Calciatore             |
| -- | -------------------- | ----- | ---------------------- |
| 1  | Honduras (bandiera)  | P     | Hugo Caballero         |
| 2  | Honduras (bandiera)  | D     | Juan Montes (capitano) |
| 3  | Honduras (bandiera)  | D     | Harrinson Bernárdez    |
| 4  | Honduras (bandiera)  | D     | Sergio Peña            |
| 5  | Honduras (bandiera)  | C     | Marcelo Pereira        |
| 6  | Honduras (bandiera)  | C     | Reinieri Mayorquín     |
| 7  | Honduras (bandiera)  | D     | Emilio Izaguirre       |
| 8  | Honduras (bandiera)  | C     | Walter Martínez        |
| 9  | Argentina (bandiera) | A     | Gonzalo Klusener       |
| 10 | Argentina (bandiera) | C     | Matías Galvaliz        |
| 11 | Honduras (bandiera)  | A     | Marco Vega             |
| 12 | Honduras (bandiera)  | D     | Raúl Santos            |
| 14 | Honduras (bandiera)  | C     | Bayron Méndez          |
| 15 | Honduras (bandiera)  | C     | Juan Gómez             |

| N. |                      | Ruolo | Calciatore          |
| -- | -------------------- | ----- | ------------------- |
| 16 | Honduras (bandiera)  | C     | Héctor Castellanos  |
| 17 | Honduras (bandiera)  | D     | Wesly Decas         |
| 18 | Honduras (bandiera)  | D     | Wilmer Crisanto     |
| 19 | Argentina (bandiera) | P     | Jonathan Rougier    |
| 21 | Paraguay (bandiera)  | A     | Roberto Moreira     |
| 24 | Honduras (bandiera)  | D     | Omar Elvir          |
| 25 | Honduras (bandiera)  | P     | Marlon Licona       |
| 27 | Honduras (bandiera)  | D     | Félix Crisanto      |
| 29 | Honduras (bandiera)  | A     | Román Castillo      |
| 32 | Honduras (bandiera)  | C     | Jonathan Núñez      |
| 33 | Honduras (bandiera)  | D     | Albert Galindo      |
| 34 | Honduras (bandiera)  | C     | Kevin López         |
| 35 | Honduras (bandiera)  | D     | Cristopher Meléndez |